# Нейронні кальцієві сенсори
Нейронні кальцієві сенсори — це велика родина білків, які функціонують як кальцій-залежні молекулярні перемикачі внутрішньоклітинних сигналів. До родини належать білки NCS1, рековерин, GCAP, нейрокальцин, візинін тощо Усі члени мають 4 домени «EF-руки» (з яких лише 2 або 3 зв'язують кальцій) та N-міристоїлову групу.

## Члени родини нейронних кальцієвих сенсорів
- NCS1 (фриквенін)[3][4]
- VILIP-1 (Visinin-like-protein-1)
- HPCAL4 (Visinin-like-protein-2)
- HPCAL1 (Visinin-like-protein-3)
- гіпокальцин
- нейрокальцин[en]
- рековерин
- Білки-активатори гуанілатциклази (GCAP): GUCA1A, GUCA1B, GUCA1C, GUCA2B, GUCA2A
- Білки, що взаємодіють з калієвими каналами (KChIPs 1-4), включно з: KCNIP1, KCNIP2, кальциніліном, KCNIP4